# Arnošt Kolman
Arnošt Kolman (Ernest Natanovič, 6. prosince 1892 v Praze – 22. ledna 1979 ve Švédsku) byl český a sovětský matematik a marxistický ideolog a filozof.

## Životopis

### Do roku 1952
Narodil se v Praze, otec byl poštovním úředníkem. Po matce, která byla židovského původu, byl vzdáleným příbuzným Maxe Broda a Františka Langra. V letech 1910–1914 studoval matematiku na Přírodovědecké fakultě UK a elektrotechniku na ČVUT v Praze. Po začátku první světové války vstoupil v roce 1914 jako jednoroční dobrovolník do armády a bojoval na haličské frontě. V roce 1915 byl zajat, do listopadu 1917 byl internován v zajateckých táborech v Rusku a propuštěn byl poté, co vstoupil do Rudé armády. Na Dálném východě se setkal s Jaroslavem Haškem a stejně jako on působil v politických funkcích. Na rozdíl od Haška ale v Sovětském svazu zůstal, v roce 1918 získal sovětské občanství a v témže roce vstoupil do komunistické strany. Po Říjnové revoluci nastoupil na vědeckou dráhu, pracoval v aparátu III. Internacionály, přednášel v Ústřední leninské škole a ve třicátých letech se stal členem sovětské Akademie věd. Od sovětské strany si jej jako ideologického experta vyžádali českoslovenští komunisté, proto se Kolman v roce 1945 vrátil do Prahy a stal se vedoucím propagace na ÚV KSČ.
V Československu byl předním komunistickým ideologem. V roce 1946 podepsal prokomunistické „Májové poselství kulturních pracovníků českému lidu!“ publikované před květnovými volbami do Ústavodárného Národního shromáždění. Tento předvolební manifest komunistů podepsalo celkem 843 kulturních pracovníků a komunisté volby vyhráli. Později podepsal prokomunistickou výzvu Kupředu, zpátky ni krok!, jež byla vydána dne 25. února 1948 pro podporu komunistického převratu. Vznik těchto manifestů inicioval či se na nich přímo podílel. V roce 1948 byl členem Ústředního akčního výboru Národní fronty; od února 1948 byl členem akčního výboru FF UK. Od září 1948 předsedal Svazu československo-izraelského přátelství. V září 1948 ve svém článku „Za bolševickou sebekritiku v naší KSČ“ kritizoval gottwaldovské vedení strany jako málo věrné marxisticko-leninské ideologii, poté byl internován a dne 28. září 1948 letecky vrácen do Moskvy, kam ho manželka s dcerou následovaly. Do února 1952 byl vězněn v moskevském vězení Lubjanka.

## Kariéra
Zabýval se především filozofickými otázkami matematiky, fyziky, dějiny přírodních věd, logiky, dialektiky a historického materialismu. 
Dlouho působil v Sovětském svazu (1915–1945, 1948–1959, 1963–1976). Byl členem KSSS a sovětským občanem, vyučoval na řadě ruských škol, získal doktorát z přírodních věd a filozofie. V letech 1930–1932 byl předsedou Moskevské matematické společnosti. V Moskvě byl zřejmě také jedním z hybatelů procesů, které ukončily kariéry Dmitrije Fjodoroviče Jegorova a Nikolaje Nikolajeviče Luzina. V Československu vyučoval na Univerzitě Karlově, stal se akademikem ČSAV, v letech 1959–1962 byl ředitel Filosofického ústavu. V roce 1976 vystoupil z komunistické strany a dožil ve Švédsku u svého zetě, fyzika Františka Janoucha.
Václav Černý zpochybnil jeho vědeckou kariéru („Profesor filosofie (sic) na Karlově univerzitě! Ještě dnes bych rád spatřil podpisy odpovědných lidí pod aktem návrhu na tuto profesuru a zvěděl, co si vůbec myslili: lidé zcela nesvědomití? zastrašenci?“).

## Dílo

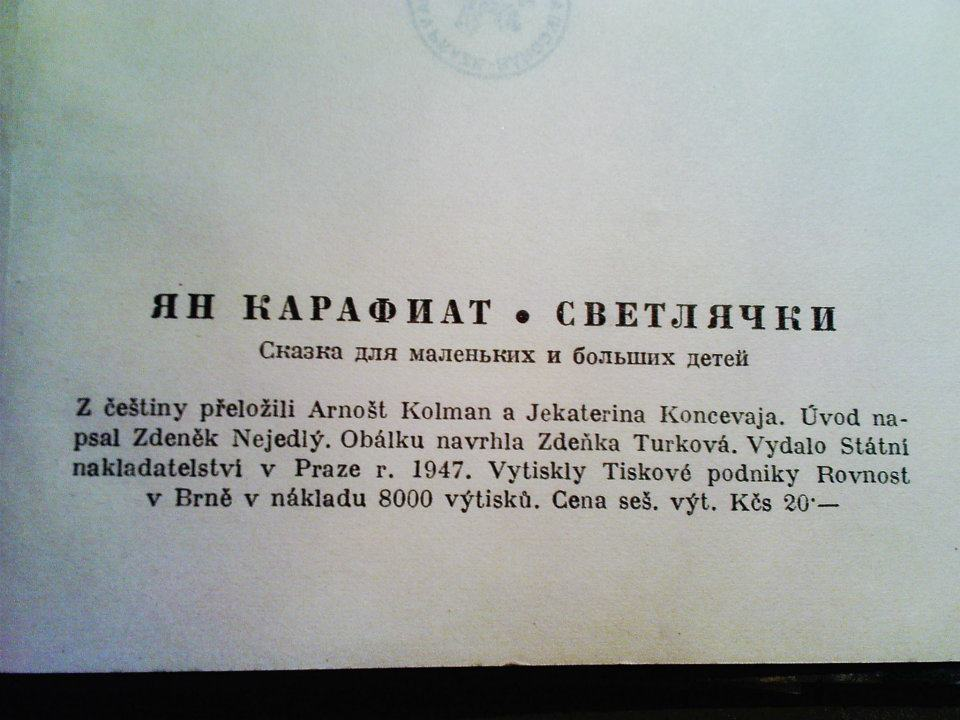
Tiráž Kolmanova cenzurovaného překladu Broučků do ruštiny

Vydal první překlad části Haškových Osudů dobrého vojáka Švejka (1. díl). Do ruštiny přeložil také Karafiátovy Broučky, ovšem z překladu odstranil náboženská místa. Zástupce vedoucího redaktora „první československé socialistické encyklopedie“ Příručního slovníku naučného. Podílel se na šestisvazkových Dějinách filosofie za redakce Michaila Dynnika, kde napsal kapitolu o české a slovenské filozofii v II. svazku.
- Předmět a metoda soudobé matematiky, 1936
- Ideologie německého fašismu, 1946
- Kritický výklad symbolické metody moderní logiky, 1948
- Bernard Bolzano, rusky 1955, česky 1958
- Lenin a současná fyzika, rusky 1959, česky 1960
- KOLMAN, Arnošt. Čechy a Slovensko. In: DYNNIK, Michail; JOVČUK, M. T.; MITIN, M. B. Dějiny filosofie. 1. vyd. Praha: SNPL, 1961. Svazek 2. Kapitola šestá „Vývoj pokrokového filosofického a sociologického myšlení ve východoevropských zemích v období rozkladu feudalismu a formování kapitalistických vztahů (první polovina a střed XIX. stol.)“, s. 421–436.
- Zaslepená generace: paměti starého bolševika (paměti), česky 2005
- Filosofické polopohádky, vydáno roku 1968 v nakladatelství Svoboda, jedna z povídek má SF námět.[7]